# Noovo
Noovo és un canal de televisió de parla francesa que emet per a tot Quebec (Canadà). Fou fundat el 1986 com a Télévision Quatre-Saisons (TQS, televisió quatre estacions) i s'ha convertit en la segona xarxa privada de televisió en francès del Canadà, amb una programació basada en notícies i entreteniment. No debades, la TQS va fer fallida a la dècada del 2000, fet que comportà la seva adquisició per part de la productora Remstar, que va rellançar l'emissora el 2009 amb el nom V. El 31 d'agost de 2021, el canal de televisió torna a canviar de nom i es converteix en Noovo.
Sota aquesta nova denominació, l'oferta de V es basa en l'entreteniment amb sèries, concursos i esports. La xarxa és avui la tercera televisió en francès del Canadà, després de TVA i Télévision de Radio-Canadà (la cadena pública CBC).